# Autostrada A37 (Portugalia)
Autostrada A37 (port. Autoestrada A37, Radial de Sintra) – autostrada w środkowej Portugalii, przebiegająca przez dystrykt Lizbona.
Autostrada rozpoczyna się w Buraca, w gminie Amadora, na przedmieściach Lizbony i kończy się w Sintrze. Droga na całej swej długości ma 3 pasy ruchu w obu kierunkach.

## Historia budowy[1]
| Odcinek                          | Inauguracja | Rozbudowa | Długość |
| -------------------------------- | ----------- | --------- | ------- |
| Buraca () – Queluz               | 1985        | 2009      | 7 km    |
| Queluz – Rio de Mouro            | 1991        | 2009      | 6 km    |
| Rio de Mouro – Ranholas (Sintra) | 1995        | 2009      | 3 km    |